# Grammodes arenosa
Grammodes arenosa är en fjärilsart som beskrevs av Swinhoe 1902. Grammodes arenosa ingår i släktet Grammodes och familjen nattflyn. Inga underarter finns listade i Catalogue of Life.